# 佤邦基本法

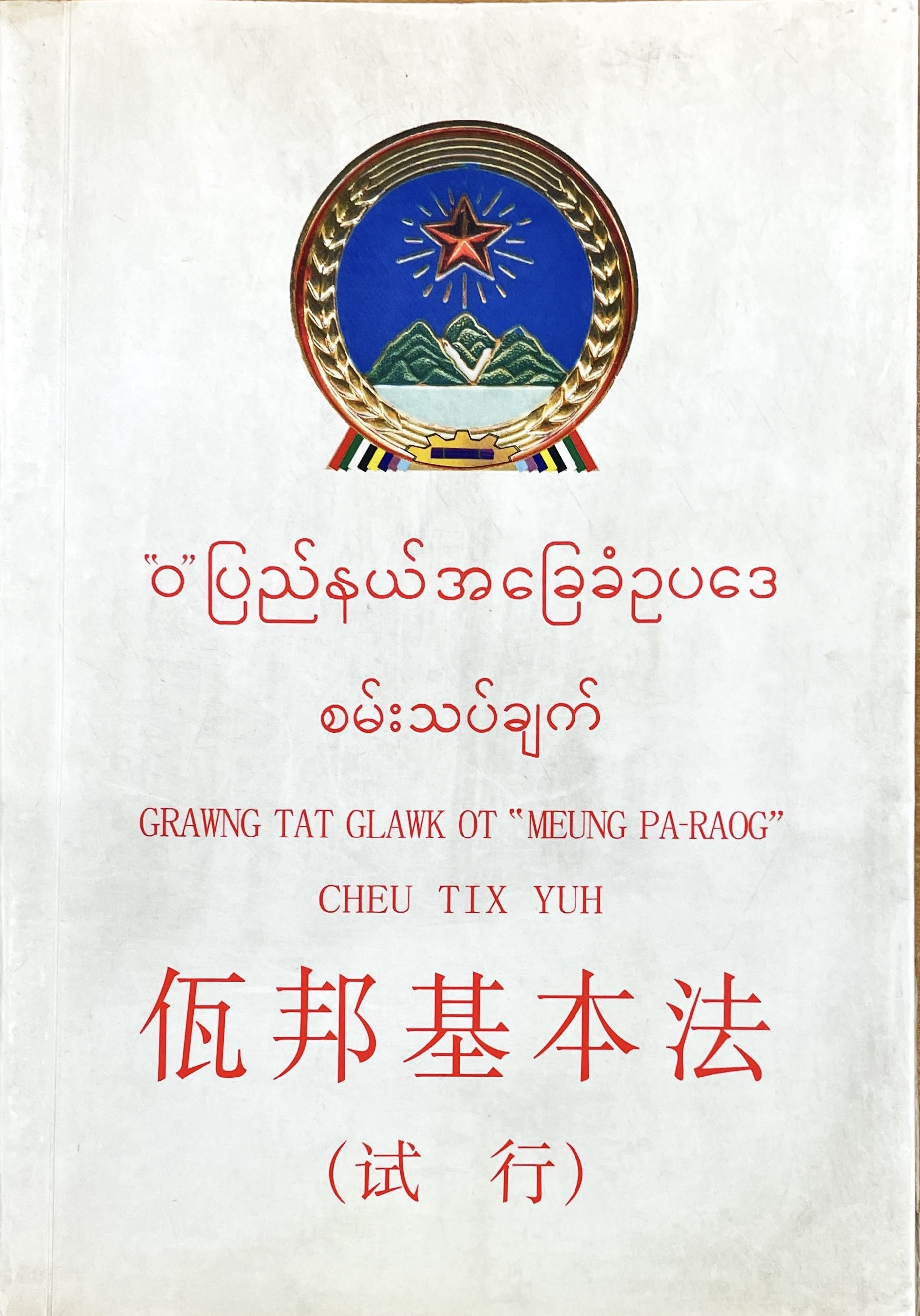
佤邦基本法

《佤邦基本法》是缅甸第二特区（佤邦）的宪制文件和其他法条组成的法律体系。它既确认了佤邦人民政府的组成办法、权力和责任及其与缅甸联邦共和国中央政府的关系等，也包含了《刑法》（第三章）、《毒品管制法》（第十四章）等法律条文。佤邦事实上独立于缅甸，拥有自己的司法权，《佤邦基本法》是一整套法律体系。
《佤邦基本法》于2003年12月24日通过。此前，一些刑事犯罪的量刑依据是《中华人民共和国刑法》。